# Mathias Bonny
Mathias Bonny (* 6. August 1994) ist ein Schweizer Badmintonspieler des Vereins BC La Chaux-de-Fonds. Seit 2013 gehört er dem Kader der Schweizer Badminton-Nationalmannschaft an. 2015 wurde er Schweizer Meister im Doppel.
Im World Ranking erreichte er mit Platz 127 seine höchste Position im Juni 2018.